# Мейре
Аббатство Мейре́ (фр. Abbaye de Melleray) — католический монастырь во французской коммуне Ла-Мейре-де-Бретань (департамент Атлантическая Луара). Аббатство основано в 1145 году орденом цистерцианцев, закрыто в 1791 году во время великой французской революции. Возрождено как обитель ордена траппистов в 1817 году, с 2015 года в монастыре располагается одна из общин Нового пути, экуменического католического движения, основанного в 1973 году. Аббатство расположено примерно в 35 км к северо-востоку от Нанта.

## История

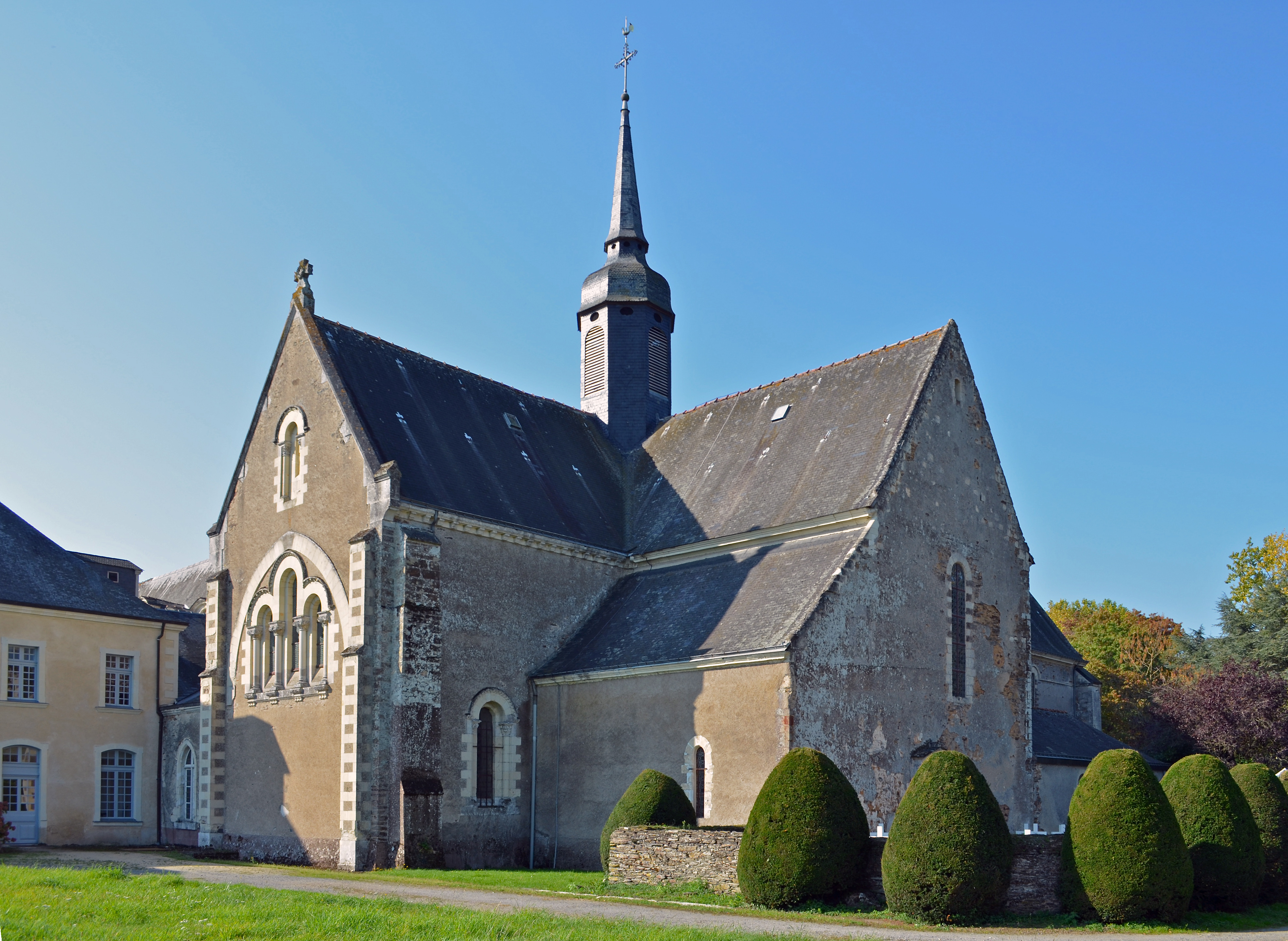
Монастырская церковь

Аббатство Мейре основано в 1145 году орденом цистерцианцев в независимом герцогстве Бретань. После объединения Бретани с Францией в 1532 году в составе последней.
Материнским аббатством для Мейре стало аббатство Луру в области Анжу (девятое дочернее аббатство родины цистерцианцев Сито). Семь монахов из Луру были посланы в Мейре с целью основать здесь новую обитель. Первым аббатом стал Гитерн, в 1183 году при четвёртом аббате Жеффруа было завершено строительство церкви.
До середины XIV века аббатство получало щедрые пожертвования от местной знати, однако после войны за бретонское наследство, разорившей край, монастырь вступил в период упадка. В 1544 году Мейре попал под режим комменды.
После начала Великой французской революции Мейре, как и прочие французские монастыри был закрыт, а монахи изгнаны. Здания аббатства были проданы с молотка.
Изгнанные из Франции цистерцианские монахи нашли пристанище в различных странах Европы. Знатный английский католик Томас Уэлд, отец кардинала Уэлда разрешил им основать обитель в своём поместье Лалворт. В 1817 году в связи с изменившейся обстановкой во Франции и реставрацией Бурбонов монахи вернулись из Лалворта в Мейре. Аббатство было восстановлено уже как траппистский монастырь (ветвь цистерцианцев строгого соблюдения). Восстановленное аббатство процветало, увеличившись с 57 до 192 насельников за двенадцать лет.
После июльской революции 1830 года монахи вновь подверглись гонениям, в особенности те из них, кто имел английское и ирландское происхождение. В результате монахи Мейре основали два дочерних монастыря: Маунт-Мейре в Ирландии и Маунт-Сен-Бернар в Англии. В 1849 году монахи из Маунт-Мейре основали монастырь Нью-Мейре в штате Айова, США.
В 2015 году, в связи с уменьшением численности траппистской общины Мейре было принято решение об их переводе в аббатство Нотр-Дам-дю-Пор-дю-Салю и передаче аббатства Мейре общине Нового пути, экуменического католического движения. 19 июня 2016 году состоялась церемония официального перехода монастыря от траппистов к Новому пути. Члены Нового пути в настоящее время заботятся о сохранении архитектурного наследия монастыря, проводят службы в монастырской церкви, организуют экскурсии и различные мероприятия.

## Архитектура

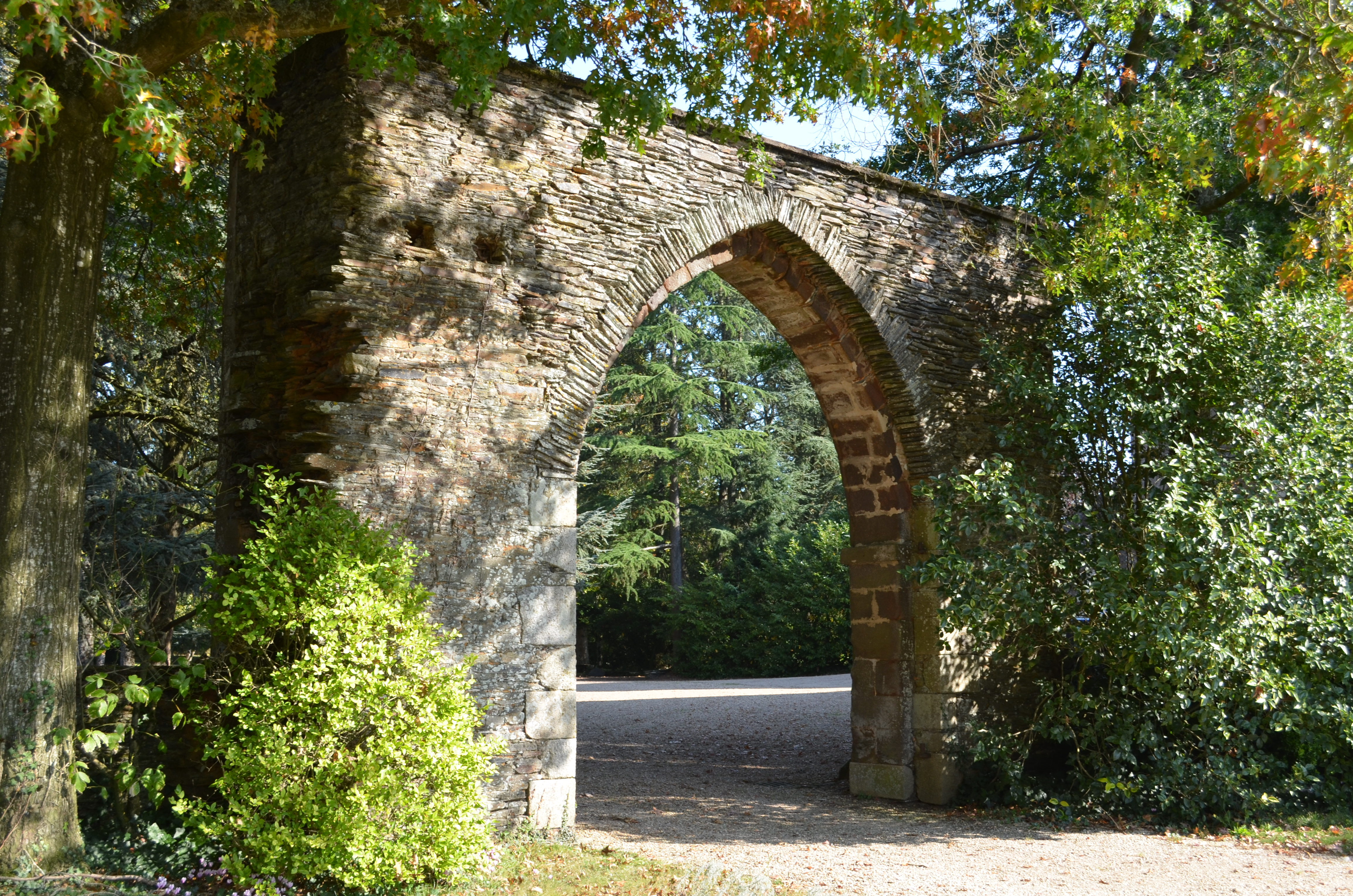
Старинные ворота аббатства

От изначальных построек монастырского комплекса XII века сохранилась церковь (частично перестроена в XV веке) и каменные ворота, некогда служившие главным входом в монастырь. Основные здания монастыря, включая жилые корпуса, построены в XVII, XVIII и XIX веках.